# Loening OL

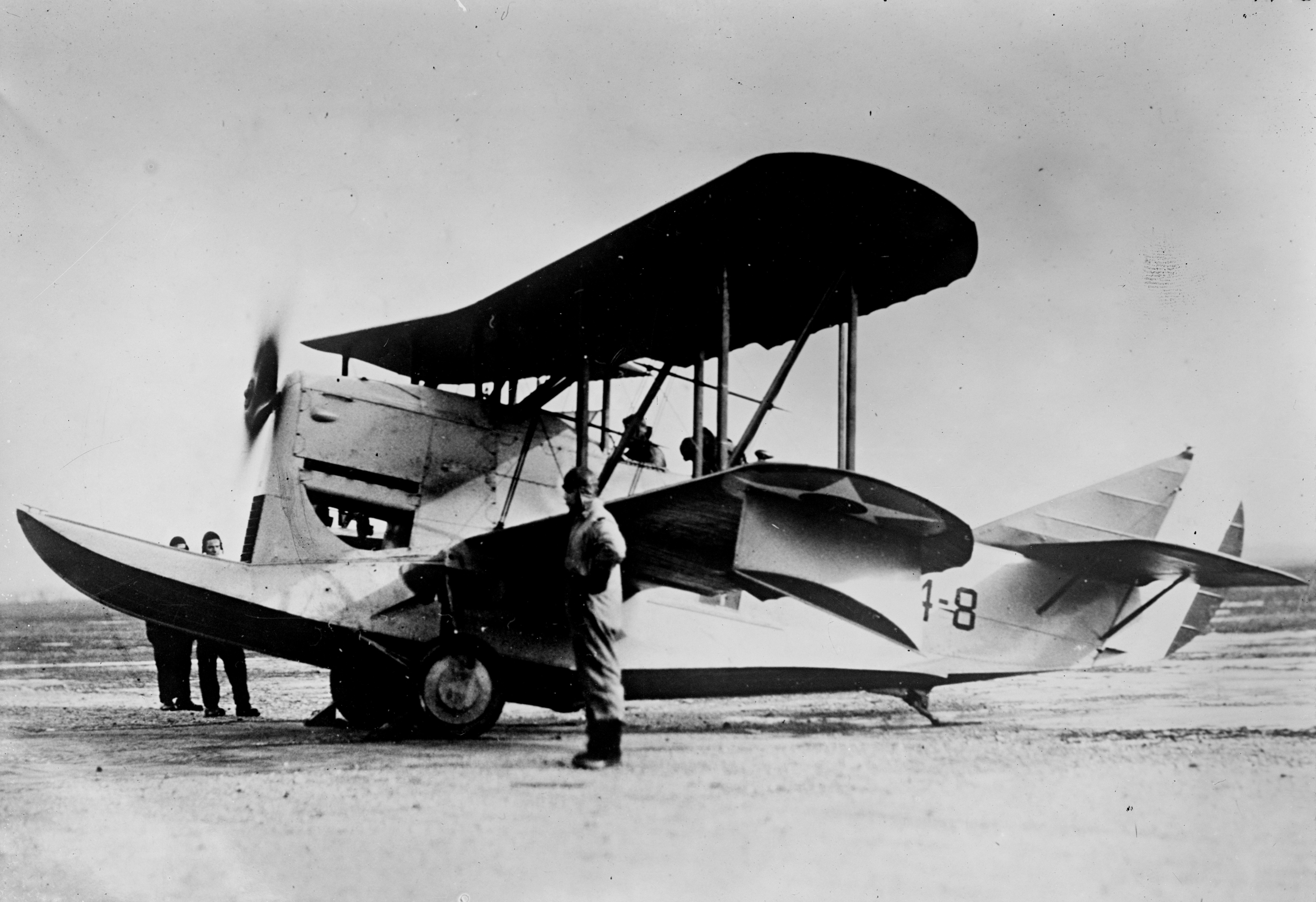
U.S. Navy Loening OL-1A

Loening OL, còn gọi là Loening Amphibian, là một loại máy bay hai tầng cánh lưỡng cư 2 chỗ của Hoa Kỳ, do Loening chế tạo cho Quân đoàn không quân lục quân Hoa Kỳ và Hải quân Hoa Kỳ.

## Biến thể
XCOA-1
COA-1
OA-1A
XOA-1A
OA-1B
OA-1C
OA-2
XO-10
OL-1
OL-2
OL-3
OL-4
OL-5
OL-6
XOL-7
XOL-8
OL-8
OL-8A
OL-9
XO2L-1
XO-37

## Quốc gia sử dụng
Hoa Kỳ
- Quân đoàn không quân lục quân Hoa Kỳ
- Hải quân Hoa Kỳ

## Tính năng kỹ chiến thuật (OL-9)
Dữ liệu lấy từ The Illustrated Encyclopedia of Aircraft (Part Work 1982-1985), 1985, Orbis Publishing, Page 2376
Đặc điểm tổng quát
- Kíp lái: Two
- Chiều dài: 34 ft 9 in (10.59 m)
- Sải cánh: 45 ft 0 in (13.72 m)
- Chiều cao: 12 ft 9 in (3.89 m)
- Diện tích cánh: 504 ft2 (46.82 m2)
- Trọng lượng rỗng: 3649 lb (1655 kg)
- Trọng lượng có tải: 5404 lb (2451 kg)
- Động cơ: 1 × Pratt & Whitney R-1340-4 Wasp, 450 hp (336 kW)

Hiệu suất bay
- Vận tốc cực đại: 122 mph (196 km/h)
- Tầm bay: 625 dặm (1006 km)
- Trần bay: 14.300 ft (4360 m)